# Forcipomyia vernoni
Forcipomyia vernoni är en tvåvingeart som beskrevs av Clastrier och Wirth 1995. Forcipomyia vernoni ingår i släktet Forcipomyia och familjen svidknott.
Artens utbredningsområde är Colombia. Inga underarter finns listade i Catalogue of Life.